# Saser Pass
Saser Pass är ett bergspass i Indien.   Det ligger i unionsterritoriet Ladakh, i den norra delen av landet, 700 km norr om huvudstaden New Delhi. Saser Pass ligger 5 336 meter över havet.
Terrängen runt Saser Pass är huvudsakligen bergig, men åt sydväst är den kuperad.  Trakten runt Saser Pass är nära nog obefolkad, med mindre än två invånare per kvadratkilometer. Det finns inga samhällen i närheten. Trakten runt Saser Pass är permanent täckt av is och snö.